# فرودگاه تایتونگ
فرودگاه تایتونگ (به انگلیسی: Taitung Airport) یک فرودگاه همگانی با کد یاتا TTT است که یک باند فرود آسفالت دارد و طول باند آن ۲۴۳۹ متر است. این فرودگاه در کشور تایوان قرار دارد و در ارتفاع ۴۴ متری از سطح دریا واقع شده است.

## شرکت‌های هواپیمایی و مقصدهای پروازی
| شرکت‌های هواپیمایی | مقصدهای پروازی                    |
| ----------------- | --------------------------------- |
| Daily Air         | لیودائو، لانیو                    |
| مندرین ایرلاینز   | سونگشان تایپه چارتر فصلی: هنگ کنگ |
| Uni Air           | سونگشان تایپه                     |

Apex Flight Academy ( Flight Training)